# جي إس دوك
JSDoc هي لغة ترميز تستخدم لتعليم ملفات الكود المصدري للغة جافا سكريبت . باستخدام التعليقات التي تحتوي على JSDoc ، يمكن للمبرمجين توثيق تصف واجهة برمجة التطبيقات من الكود الذي كتبوه. يتم معالجتها لاحقا من قبل مختلف الأدوات لإنتاج وثائق في صيغ متاحة مثل HTML.